# Cleish Castle

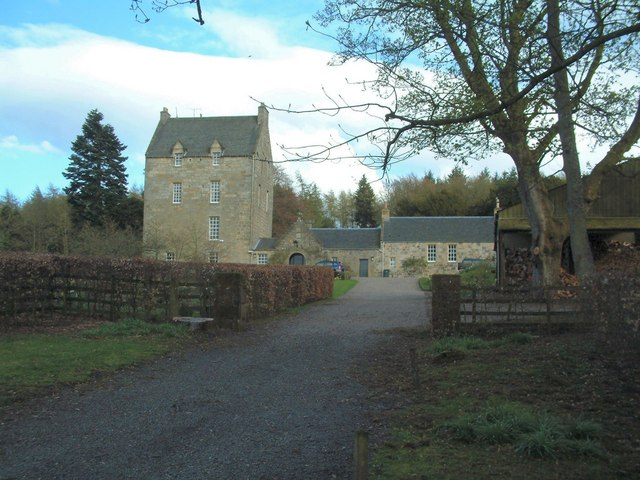
Cleish Castle

Cleish Castle ist ein Wohnturm aus dem 16. Jahrhundert, etwa fünf Kilometer südwestlich von Kinross und einen Kilometer westlich der Siedlung Cleish, in der schottischen Council Area Perth and Kinross. Die Familie Colville ließ die Burg erbauen und hatte sie bis 1775 in ihrem Besitz. Mitte des 19. Jahrhunderts und nochmals im 20. Jahrhundert wurde sie restauriert und umgebaut. Das von Historic Scotland als historisches Bauwerk der Kategorie A gelistete Gebäude wird bis heute privat genutzt. Das Anwesen wurde 2006 in das Inventory of Gardens and Designed Landscapes in Scotland aufgenommen.

## Geschichte
Das Eigentum an der Baronie Cleish ist seit 1537 dokumentiert, als Robert Colville sie von seinem Vater, dem Richter Sir James Colville aus Easter Wemyss, erhielt. Der Turm wird als „ein schönes Beispiel eines Wohnturms aus dem 16. Jahrhundert“ beschrieben und wurde Anfang des 17. Jahrhunderts erweitert und aufgestockt. Die oberen Dachgauben tragen das Baujahr 1600. Robert Colvilles Sohn, der Politiker John Colville, verschwor sich gegen König Jakob VI., nahm am Raid of Ruthven teil und schloss sich später Francis Stewart, 5. Earl of Bothwell, bei seinem Angriff auf Holyrood Palace an.
Cleish Castle wurde 1775 an die Familie Graham aus Kinross verkauft, die es etwa 20 Jahre später an die Familie Young weiterverkaufte. Noch vor 1840 wird die Burg als verfallen beschrieben und später im Scottish Baronial Style restauriert. Die Renovierung wurde von John Lessels, einem Architekten aus Edinburgh, geplant und begleitet, der um 1870 die Burg auch erweiterte. In den 1970er-Jahren wurde Cleish Castle erneut umgebaut, aber in den 1990er-Jahren wurden die meisten der späteren Veränderungen wieder zurückgebaut. 2001 wurde der westliche Anbau ersetzt.